# F-53E
ドコモ らくらくホン らくらくスマートフォン F-53E（ドコモ らくらくホン らくらくスマートフォン エフ ゴーサン イー）は、FCNTが開発したNTTドコモの第5世代移動通信システム（5G）と第3.9世代移動通信システム（Xi）のデュアルモード端末である。ドコモ らくらくホンの一つ。

## 概要
らくらくスマートフォンシリーズ初となる5G対応端末のF-52Bの後継機種となり、2023年のFCNTの経営不振の影響もあり、新モデルの発売は約3年ぶりとなった。
ディスプレイは約5.4インチに大画面化され、画面輝度を向上。フォントは従来からの「UD新丸ゴ」に加え、明朝体フォントの一種である「UD黎ミン」が追加され、2種類から選択可能となった。
カメラはアウトのメインカメラの有効画素数が約5,030万画素に、マクロカメラは超広角/マクロレンズに変更され約800万画素に、インカメラが約1,610万画素にそれぞれ向上。手ブレ補正機能はメインカメラでの静止画撮影時のみ光学式となった。
アウトカメラの下にはセンサーが搭載され、読み取られたバイタルデータを基にアルゴリズムにより自律神経の活性度と交感神経・副交感神経のバランスを表示する「自律神経パワー」が追加された。
バッテリー容量は4,000mAhへアップし、Qnovo社との共同開発による電池劣化を抑える技術の採用により長期間の使用でも長持ちする設計となった。
また、リアパネルやスロットキャップに再生プラスチック、メインケースの内部フレームに再生アルミニウムが用いられ、生産から廃棄までのライフサイクルを通じて環境負荷が少なく地球環境保全に役立つことが認められ、スマートフォンでは日本初となるエコマーク認定を受けた。
迷惑電話・メール対策機能も強化され、通話内容から還付金詐欺リスクを自動検知してけん制と注意喚起を行うことで振り込め詐欺のリスクを抑止する還付金詐欺対策機能を追加。
なお、F-52Bで対応していたワンセグが非対応化されたが、FMラジオは引き続き対応する。

## 歴史
- 2024年10月31日 - 開発を発表[3]。
- 2025年
  - 1月24日 - 発売日を発表。
  - 1月30日 - 発売。

## アップデート
最新のアップデートを実施することで過去に実施したすべてのアップデートが適応される。
2025年3月4日のアップデート
- 通話中メニューに関する不具合（「遠隔サポート」が表示されない場合がある）が改善される
- 標準ホーム画面に関する不具合（LINEアイコンが表示されない場合がある）が改善される
- 初期設定に関する不具合（「ウエブサイト安全性確認のご利用」の画面から先に進まない場合がある）が改善される
- セキュリティ更新が行われ、設定メニューのセキュリティパッチレベルが2025年1月となる
- ビルド番号がUUZ34.73-11-3からUUZ34.73-11-10へ変更される

2025年4月11日のアップデート
- 充電完了音に関する不具合（鳴動しない場合がある）が改善される
- セキュリティ更新が行われ、設定メニューのセキュリティパッチレベルが2025年3月となる
- ビルド番号がUUZ34.73-11-10からUUZ34.73-27-1へ変更される

2025年5月28日のアップデート
- 品質改善が実施される
- セキュリティ更新が行われ、設定メニューのセキュリティパッチレベルが2025年5月となる
- ビルド番号がUUZ34.73-27-1からUUZ34.73-35へ変更される